# Белоусово (город)
Белоу́сово — город в Жуковском районе Калужской области России.
Население — 10 980 чел. (2023).
Образует одноимённое муниципальное образование город Белоусово со статусом городского поселения. В состав территории муниципального образования городское поселение "Город Белоусово" входят населенные пункты город Белоусово и деревня Алешинка.

## География
Расположен в 3 км от города Обнинска, в 104 км от центра Москвы по Варшавскому шоссе А130 на реке Дырочной.

## История
Статус посёлка городского типа — с 1962 года.
В соответствии со ст. 1 Закона Калужской области от 28.12.2004 № 6-ОЗ статус «рабочий посёлок» населённого пункта «Белоусово» был изменён на статус «город». Город разделён на три округа: микрорайон Горка, микрорайон Птичка и микрорайон Белоусово.

## Население
| 1970  | 1979  | 1989    | 2001    | 2002    | 2003    | 2005  | 2007  |
| ----- | ----- | ------- | ------- | ------- | ------- | ----- | ----- |
| 5990  | ↗7319 | ↗11 886 | ↗12 600 | ↘8515   | ↘8500   | →8500 | ↗8600 |
| 2008  | 2009  | 2010    | 2012    | 2013    | 2014    | 2015  | 2016  |
| ↗8700 | ↗8757 | ↘8412   | ↘8354   | ↗8415   | ↗8538   | ↗8726 | ↗8914 |
| 2017  | 2018  | 2019    | 2020    | 2021    | 2023    |       |       |
| ↗9288 | ↗9585 | ↗9811   | ↗10 186 | ↗10 946 | ↗10 980 |       |       |

Главным образом население города Белоусово увеличилось в 2015-2020 годах за счет присоединения к городу близлежащих дачных и садовых товариществ.

На 1 января 2025 года по численности населения город находился на 888-м месте из 1124 городов Российской Федерации.

## Экономика
Работают ткацкая фабрика, молочный завод, птицефабрика.
Узел газопроводов на Санкт-Петербург, Брянск, Москву, Елец, компрессорная станция, Белоусовское управление магистральных газопроводов ООО «Газпром Трансгаз Москва».

## Культура
С 1981 года в городе функционирует Дом культуры «Созвездие».
В нём работают городская библиотека, множество кружков самодеятельности. Два коллектива ДК удостоены звания «Народный». Это хор русской песни под руководством Севачева Юрия Матвеевича и вокальный ансамбль «Родники России» под руководством Давлетшиной Веры Константиновны. Радуют жителей города на праздничных концертах выступления студии восточного танца «Амира» под руководством Якиной Натальи, эстрадной студии под руководством Чикина Евгения.
В 2013 году открыт физкультурно-оздоровительный комплекс «Факел», построенный ООО «Газпром трансгаз Москва» в рамках программы « Газпром- детям». В универсальном спортивном зале расположены площадка для занятий футболом, баскетболом и волейболом, тренажерные залы, помещения для занятий аэробикой и борьбой. Спортивный зал способен одновременно принимать до 70 человек в час.
25-метровый бассейн разделен на четыре дорожки, в нём одновременно могут заниматься до 50 человек в час. На втором этаже бассейна размещены трибуны на 100 зрителей.
В комплексе также могут заниматься люди с ограниченными возможностями.
В городе есть школа изобразительных искусств, детско-юношеская спортивная школа.

## Русская православная церковь
Храм в честь святой преподобномученицы великой княгини Елисаветы. Построен в 2004. При храме работает воскресная школа.

## Известные люди
В Белоусово провел детские годы известный российский теле- и радиоведущий Александр Гордон.